# Muzaffarpur

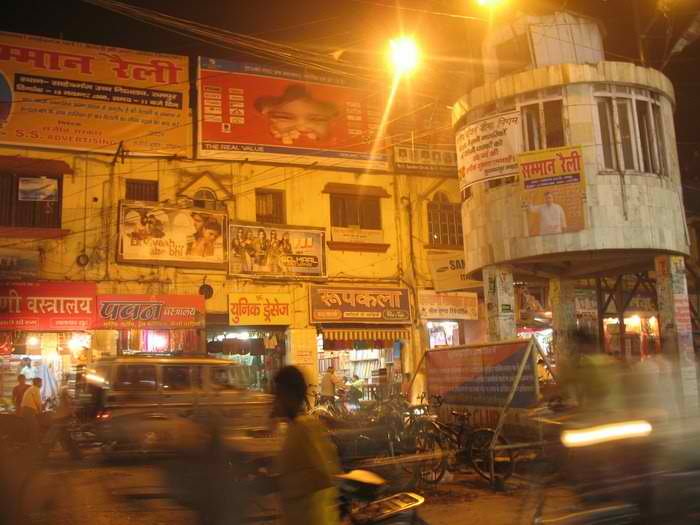
Muzaffarpur a noite

Muzaffarpur é uma cidade e sede de administração do distrito de Muzaffarpur, no estado indiano de Bihar.